# Nectophrynoides viviparus
Nectophrynoides viviparus là một loài cóc thuộc họ Bufonidae.
Đây là loài đặc hữu của Tanzania.
Môi trường sống tự nhiên của chúng là vùng núi ẩm nhiệt đới hoặc cận nhiệt đới, đồng cỏ nhiệt đới hoặc cận nhiệt đới vùng đất cao, đất canh tác, và vườn nông thôn.
Chúng hiện đang bị đe dọa vì mất nơi sống.